# 파파존스

파파 존스를 운영 중인 국가. (2022년 기준)

파파존스(Papa John's)는 미국에서 4번째로 큰 피자 체인점이다. 본사는 켄터키주에 위치해 있다.
이 회사는 1984년에 설립되었으며, 현재 전 세계적으로 인기적이며 5,500개가 넘는 매장을 운영하고 있다.

## 역사
1984년에 미국 인디애나주 제퍼슨빌에 거주하는 존 슈나터가 아버지의 식당을 개조해서 피자를 만든 데에서 시작했으며, 이듬해인 1985년에 첫 매장을 열었다.
한편 대한민국에서는 2003년, 서울특별시 강남구 압구정동에 첫 매장을 열었다.

### 1984년~2009년
파파존스 레스토랑은 1984년 "파파" 존 슈내터("Papa" John Schnatter)가 인디애나 주 제퍼슨빌에 있는 아버지의 선술집인 믹스 라운지(Mick's Lounge) 뒤편에 있는 빗자루 옷장 안에 오븐을 설치하면서 설립되었다. 자신의 1971년식 카마로 Z28을 팔아 미화 1,600달러 상당의 중고 피자 장비를 구입하고 개조된 옷장에서 선술집 고객에게 피자를 판매하기 시작했다. 그의 피자는 충분히 인기가 있었고 1년 후 그는 인접한 공간으로 이사했다. 피자 전용 디핑 소스는 같은 해 파파존스 피자에서 발명되었으며 이후 피자, 특히 크러스트를 먹을 때 인기를 얻었다. 회사는 1993년에 상장되었다. 1년 후 매장 수는 500개가 되었고, 1997년에는 매장이 1,500개로 늘어났다. 2009년에 슈내터는 자동차에 대해 $250,000의 보상금을 제공한 후 카마로를 다시 구입했다.

### 2010년대
물리적 상품과 관련된 최초의 주목할만한 비트코인 소매 거래는 2010년 5월 22일 플로리다주 잭슨빌의 애틀랜틱 블러버드(Atlantic Boulevard)에 있는 파파존스에서 배달된 피자 2판과 채굴된 10,000BTC를 교환하여 지불되었다. 일부 암호화폐 사용자들은 5월 22일을 "비트코인 피자 데이"로 기념했다.
2018년 1월 1일, 슈내터는 스티브 리치(Steve Ritchie) 사장을 위해 파파존스 피자의 CEO직에서 물러났다. 슈내터는 회장직을 유지했다. 2018년 2월, NFL에 대한 슈내터의 비판이 헤드라인을 장식한 후 파파존스와 NFL은 후원 계약을 종료했다.
2018년 7월 11일, 뉴스 매체는 파파존스와 계약을 맺은 마케팅 대행사인 라운더리 서비스(Laundry Service)와의 전화 회의에서 슈내터의 샌더스 대령의 흑인 관련 발언(nigger)을 두고 논란이 있었다. 슈내터는 KFC 창립자의 인용문을 언급하는 것은 인종차별에 대한 자신의 혐오감을 전달하기 위한 것이라고 말했다. 통화 후 마케팅 대행사의 소유자는 파파존스와의 계약을 종료하기 위해 움직였다. 슈내터는 사건이 보고된 당일 이사회 의장직을 사임했다.
사건 이후 리치는 공개 서한을 통해 사과하고 회사 직원들에게 편견과 다양성 교육을 받도록 명령했다.
2018년 7월 26일, 슈내터는 전화 회의 스캔들로 인해 회사에서 해고된 후 파파존스 피자가 회사 내부 장부와 기록에 접근할 수 있도록 소송을 제기했다. 회사의 절차가 자신과 자신이 설립한 회사 사이의 관계를 끊기 위한 "설명할 수 없고 가혹한 방법"이라고 설명한다. 슈내터가 정보에 접근하는 것을 막는 것 외에도 회사는 슈내터가 회사의 대다수 지분을 다시 사들이는 기회를 제한하기 위해 독극물 전략을 구현했다.
2019년 2월 4일, 위기에 처한 올리브 가든 레스토랑 체인을 회생시키는 데 큰 역할을 했던 활동가 헤지펀드 스타보드 밸류(Starboard Value)가 파파존스 피자에 2억 달러를 투자할 예정이며 스타보드가 추가로 투자할 가능성이 있다고 발표되었다. 2019년 3월 29일까지 5천만 달러. 스타보드 밸류의 CEO인 제프 스미스가 새로운 파파 존스의 회장이 될 것이며 게임 회사 피나클 엔터테인먼트의 전 CEO인 앤서니 산필리포가 회사 이사회에 또 다른 합류할 것이라고 발표되었다. 그 발표 이후 리치는 이 거래가 슈내터와의 지속적인 불화를 종식시키기를 희망한다고 말하면서 CNBC의 데이비드 페이버에게 "분명히 우리는 존을 데려올 수 있기를 매우 희망한다"라고 말했다. 그러나 슈내터는 리치가 파파존스의 적합한 임원이 아니라는 우려를 표명했다.
2019년 3월 5일, 파파존스는 슈내터와의 합의를 발표했으며, 이에 따라 슈내터는 4월 30일 회사 연례 회의에서 또는 그를 대체할 상호 승인된 독립 이사가 임명되는 경우 중 먼저 도래하는 시점에 회사 이사회에서 사임할 것이다. 슈내터는 회사를 상대로 제기된 두 건의 소송을 기각하고 연례 회의에서 이사회 의석에 출마하려는 계획을 철회하는 데 동의했다. 파파존스는 슈내터가 다른 회사 주주들과 의사소통하는 것을 방해하는 "독약" 계획에서 "동시에 행동" 조항을 삭제하는 데 동의했다. 당시 여전히 파파존스 주식의 31%를 보유하고 있던 슈내터는 성명을 통해 "이러한 중요한 문제를 해결할 수 있어서 감사하다"며 "이제 모든 사람이 추가 소송 없이 회사 사업에 집중할 수 있기를 바란다"고 말했다. 회사는 또한 회사 지분의 약 10%를 소유하고 있는 스타보드 밸류가 현 이사회에 찬성 투표를 해야 한다는 요구 사항을 제거하기로 합의했다.
2019년 3월, NBA 명예의 전당에 오른 샤킬 오닐(Shaquille O'Neal)이 파파존스 이사회에 합류하여 브랜드 대변인이 되었다. 다음 해에 파파존스는 오닐에게 헌정된 피자인 샤카로니(Shaq-a-Roni)를 출시했다.
이러한 변화 속에서 2019년 5월 슈내터는 처음에는 980만 주부터 회사 주식을 매각하기 시작했다. 내년 내내 그는 자신의 주식 보유율을 4%로 줄였다.
2019년 8월 27일, 파파존스는 아비스 (기업)의 사장 로버트 M. 린치가 설립자 슈내터가 2018년 그의 뒤를 이을 후계자로 직접 선택한 스티브 리치를 대신하여 새로운 CEO가 될 것이라고 발표했다.

### 2020년대
2020년 9월, 파파존스는 애틀랜타 수도권에 새로운 본사를 설립할 계획을 발표했다. 지난 11월, 회사는 새로운 글로벌 본사가 더 배터리 애틀랜타의 스리 볼파크 센터(Three Ballpark Center)에 위치할 것이라고 발표했다. 합병된 루이빌 정부 내의 커뮤니티인 켄터키주 제퍼슨타운에 있는 기존 본사는 그대로 유지되었으며 IT, 공급망 및 법무 부서를 수용하고 있다.
2021년 11월 파파존스는 로고(아포스트로피를 제거하고 디자인을 단순화하여)와 매장 위치를 리브랜딩한다고 발표했다.
2022년 3월, 파파존스는 2022년 러시아의 우크라이나 침공에 대응하여 러시아에서의 사업 운영을 중단했지만, 독립적인 프랜차이즈 소유 지점은 계속 열려 있었다.

## 로고

1994~2018년 로고, 아일랜드에서는 현재까지도 사용 중이다.
2019~2021년 로고
2021년부터 사용 중인 로고